# Ribes armenum
Ribes armenum är en ripsväxtart som beskrevs av Antonina Ivanovna Pojarkova. Ribes armenum ingår i släktet ripsar, och familjen ripsväxter. Inga underarter finns listade i Catalogue of Life.